# Thomas Heath
Thomas Little Heath (5 de octubre de 1861 - 16 de marzo de 1940) fue un funcionario británico, matemático, erudito clásico, historiador de la matemática griega antigua, traductor y montañista. Tradujo al inglés obras de Euclides de Alejandría, de Apolonio de Perga, de Aristarco de Samos y de Arquímedes de Siracusa.

## Biografía
Nació en Barnetby-le-Wold, Lincolnshire, Inglaterra, hijo de un granjero, Samuel Heath. Fue educado en Caistor Grammar School y en el Clifton College antes de ingresar en el Trinity College, Cambridge, donde se doctoró en 1896 y se convirtió en miembro honorario en 1920. En 1884 superó el examen del Servicio Civil y se convirtió en Secretario Asistente del Tesoro, siendo nombrado Secretario Permanente en 1913. Dejó el Tesoro en 1919 para dirigirse a la Oficina de la Deuda Nacional, donde ocupó un cargo hasta que se retiró en 1926. Fue honrado por su trabajo en el Servicio Civil al ser nombrado miembro de la Orden del Baño en 1903, Caballero Comandante de la Orden del Baño en 1909 y comendador de la Real Orden Victoriana en 1916. Fue elegido miembro de la Royal Society en mayo de 1912.
Murió en Ashtead, Surrey. Se había casado con la intérprete de música profesional Ada Mary Thomas en 1914; tenían un hijo, Geoffrey Thomas Heath, y una hija, Veronica Mary Heath. El hijo de Heath, Geoffrey, se educó en el Trinity College, Cambridge, antes de convertirse en maestro en el Ampleforth College, y tuvo 6 hijos.

## Trabajo
Heath se distinguió por su trabajo en matemáticas griegas, siendo autor de varios libros sobre matemáticos griegos. Es principalmente a través de las traducciones de Heath que los lectores modernos de habla inglesa son conscientes de los trabajos de Arquímedes. Sin embargo, su traducción del célebre Palimpsesto de Arquímedes se basó en una transcripción que tenía lagunas, que académicos como Reviel Netz han podido completar hasta cierto punto, explotando métodos científicos de imágenes no disponibles en la época de Heath. 
Cuando se publicaron en 1897 las Obras de Arquímedes recopiladas por Heath, el Palimpsesto de Arquímedes no había sido inspeccionado extensamente. Su importancia no fue reconocida hasta 1906, cuando fue examinado por el profesor danés Johan Ludvig Heiberg. El palimpsesto contenía una versión extendida del Stomachion, y un tratado titulado El método de los teoremas mecánicos que previamente se creía perdido. Estos trabajos han sido objeto de investigación por parte de estudiosos posteriores. 

## Traducciones y otros trabajos
Nota: Solo se enumeran las primeras ediciones; Muchos de estos títulos han sido reimpresos varias veces. 
- Diofanto de Alejandría : un estudio en la historia del álgebra griega (Cambridge: Cambridge University Press, 1885)
- Apolonio de Perga : Tratado sobre secciones cónicas (Cambridge: Cambridge University Press, 1896)
- Arquímedes : Obras (Cambridge: Cambridge University Press, 1897)
- Los trece libros de Elementos de Euclides (Cambridge: Cambridge University Press, 1908)[7]
- Aristarco de Samos, el antiguo Copérnico Oxford: Clarendon Press, 1913)
- Euclides en griego, libro I, con introducción y notas (Cambridge: Cambridge University Press, 1920)
- Una historia de las matemáticas griegas (Oxford: Clarendon Press, 1921)[8]
- Un manual de matemática griega (Oxford: Clarendon Press, 1931)
- Astronomía griega (Londres: JM Dent & Sons, 1932)
- Matemáticas en Aristóteles (Oxford: Clarendon Press, 1949)